# Psaume 29 (28)

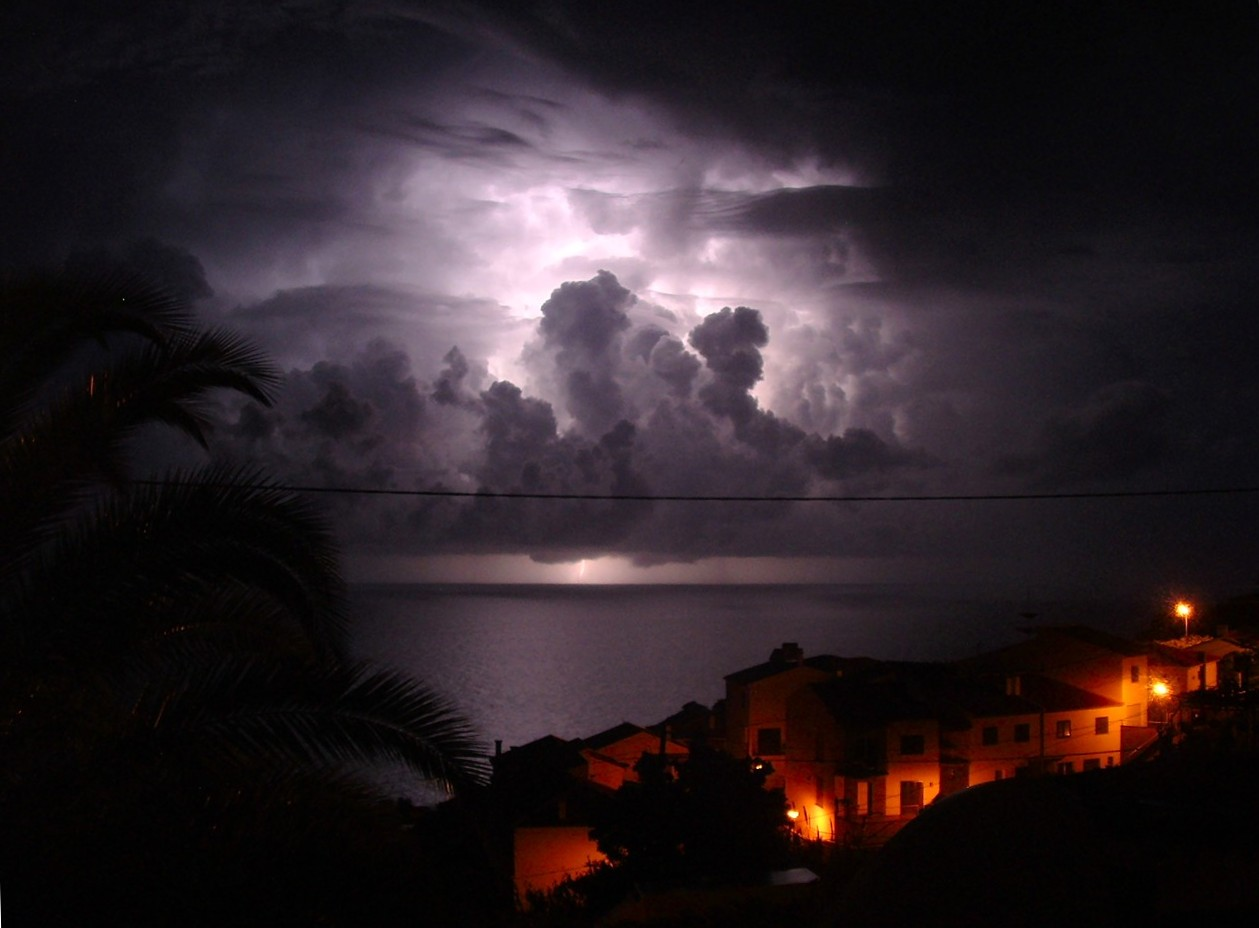
Psaume 29, verset 6 : le Dieu de gloire fait gronder le tonnerre.

Le psaume 29 (28 selon la numérotation grecque), attribué à David, exprime la majesté de Dieu : à Lui appartiennent la gloire et la force.

## Texte
| verset | original hébreu                                             | traduction française de Louis Segond                                                                                         | Vulgate latine                                                                                            |
| ------ | ----------------------------------------------------------- | --- | --- |
| 1      | מִזְמוֹר, לְדָוִד: הָבוּ לַיהוָה, בְּנֵי אֵלִים; הָבוּ לַיהוָה, כָּבוֹד וָעֹז       | [Psaume de David.] Fils de Dieu, rendez à l’Éternel, rendez à l’Éternel gloire et honneur !                                  | [Psalmus David] In consummatione tabernaculi adferte Domino filii Dei adferte Domino filios arietum       |
| 2      | הָבוּ לַיהוָה, כְּבוֹד שְׁמוֹ; הִשְׁתַּחֲווּ לַיהוָה, בְּהַדְרַת-קֹדֶשׁ                | Rendez à l’Éternel gloire pour son nom ! Prosternez-vous devant l’Éternel avec des ornements sacrés !                        | Adferte Domino gloriam et honorem adferte Domino gloriam nomini eius adorate Dominum in atrio sancto eius |
| 3      | קוֹל יְהוָה, עַל-הַמָּיִם:אֵל-הַכָּבוֹד הִרְעִים; יְהוָה, עַל-מַיִם רַבִּים         | La voix de l’Éternel retentit sur les eaux, le Dieu de gloire fait gronder le tonnerre ; l’Éternel est sur les grandes eaux. | Vox Domini super aquas Deus maiestatis intonuit Dominus super aquas multas                                |
| 4      | קוֹל-יְהוָה בַּכֹּחַ; קוֹל יְהוָה, בֶּהָדָר                                | La voix de l’Éternel est puissante, la voix de l’Éternel est majestueuse.                                                    | Vox Domini in virtute vox Domini in magnificentia                                                         |
| 5      | קוֹל יְהוָה, שֹׁבֵר אֲרָזִים; וַיְשַׁבֵּר יְהוָה, אֶת-אַרְזֵי הַלְּבָנוֹן             | La voix de l’Éternel brise les cèdres ; l’Éternel brise les cèdres du Liban,                                                 | Vox Domini confringentis cedros et confringet Dominus cedros Libani                                       |
| 6      | וַיַּרְקִידֵם כְּמוֹ-עֵגֶל; לְבָנוֹן וְשִׂרְיֹן, כְּמוֹ בֶן-רְאֵמִים                  | Il les fait bondir comme des veaux, et le Liban et le Sirion comme de jeunes buffles.                                        | Et comminuet eas tamquam vitulum Libani et dilectus quemadmodum filius unicornium                         |
| 7      | קוֹל-יְהוָה חֹצֵב; לַהֲבוֹת אֵשׁ                                      | La voix de l’Éternel fait jaillir des flammes de feu.                                                                        | Vox Domini intercidentis flammam ignis                                                                    |
| 8      | קוֹל יְהוָה, יָחִיל מִדְבָּר; יָחִיל יְהוָה, מִדְבַּר קָדֵשׁ                    | La voix de l’Éternel fait trembler le désert ; l’Éternel fait trembler le désert de Kadès.                                   | Vox Domini concutientis desertum et commovebit Dominus desertum Cades                                     |
| 9      | קוֹל יְהוָה, יְחוֹלֵל אַיָּלוֹת-- וַיֶּחֱשֹׂף יְעָרוֹת:וּבְהֵיכָלוֹ-- כֻּלּוֹ, אֹמֵר כָּבוֹד | La voix de l’Éternel fait enfanter les biches, elle dépouille les forêts. Dans son palais tout s’écrie : Gloire !            | Vox Domini praeparantis cervos et revelabit condensa et in templo eius omnis dicet gloriam                |
| 10     | יְהוָה, לַמַּבּוּל יָשָׁב; וַיֵּשֶׁב יְהוָה, מֶלֶךְ לְעוֹלָם                       | L’Éternel était sur son trône lors du déluge ; l’Éternel sur son trône règne éternellement.                                  | Dominus diluvium inhabitare facit et sedebit Dominus rex in aeternum                                      |
| 11     | יְהוָה--עֹז, לְעַמּוֹ יִתֵּן; יְהוָה, יְבָרֵךְ אֶת-עַמּוֹ בַשָּׁלוֹם                 | L’Éternel donne la force à son peuple ; l’Éternel bénit son peuple et le rend heureux.                                       | Dominus virtutem populo suo dabit Dominus benedicet populo suo in pace                                    |

## Structure et thème du psaume
Dans le psaume 29, l'Éternel (Hachem) revient dix-huit fois, ce qui signifie chez les juifs l'union bénéfique de la miséricorde et de la puissance de Dieu. De même la voix de l'Éternel (qol Hachem) revient sept fois, exprimant à la fois le rythme de notre monde et la plénitude. Une structure à trois niveaux descendants se dégage donc : le niveau de la liturgie céleste aux deux premiers versets, l'entrée dans le monde terrestre aux versets 3 à 9, et enfin le peuple élu.
La voix de l'Éternel suit un itinéraire du nord au sud, du Liban au désert du Cadès. C'est aussi un itinéraire symbolique, des monts au désert. Cette voix de l'Éternel exprime une manifestation de Dieu à son peuple, une théophanie. Reviennent aussi les termes de gloire et de sainteté, et le désert de Kadès peut aussi signifier le désert saint. Ce psaume était probablement chanté originellement à la liturgie du temple.
Mais le temple de Jérusalem n'est qu'une projection du temple céleste. L'expression fils de Dieu du premier verset a évolué au cours du temps. Littéralement, il s'agit de fils des dieux. Avant l'exil, Israël reconnaissait les autres dieux sous le Dieu d'Israël. Ce n'est qu'après l'exil à Babylone que ces fils des dieux ont été considérés comme de simples éléments du cosmos, qui doivent donc eux aussi magnifier la gloire de l’Éternel.

## Usages liturgiques

### Dans le judaïsme
Le psaume 29 est récité pendant le shabbat, à l'office du matin et quand la Torah est rangée enroulée dans l'arche sainte. Dans certaines communautés, il est récité avant maariv le soir du shabbat finissant. Il est parfois aussi récité le troisième jour de la fête de souccot ou bien à Shavuôt. Le verset du psaume fait partie du talmud berakhot, et conclut la birkat hamazon.

### Dans le christianisme

#### Chez les catholiques
À partir du haut Moyen Âge auprès des abbayes, ce psaume était traditionnellement réservé à l'office de matines du dimanche, après la lecture,, selon saint Benoît de Nursie qui distribua les psaumes 21 (20) à 109 (108) aux matines, par ordre numérique,. 
De nos jours, dans la liturgie des Heures, le psaume 29 est chanté aux laudes du lundi de la première semaine. Il est utilisé chaque année pour la messe du dimanche du baptême du Seigneur, celui-ci étant aussi une théophanie d'après l'évangile.